# Cleora glaucata
Cleora glaucata là một loài bướm đêm trong họ Geometridae.